# Jackie Forster
Jackie Forster (nacida Jacqueline Moir Mackenzie; 6 de noviembre de 1926 – 10 de octubre de 1998) fue una reportera, periodista inglesa, activista por los derechos de las lesbianas. Destacó por ser una actriz, una personalidad televisiva, una feminista y una activista lesbiana.

## Biografía
El padre de Forster era coronel en el Cuerpo Médico del Ejército Real y ella pasó sus primeros años en la India británica. Cuando tenía seis años, la enviaron a un internado en Gran Bretaña en Wycombe Abbey y luego a St Leonards School en Fife. Durante la Segunda Guerra Mundial, jugó al lacrosse y al hockey sobre hierba por Escocia.
Forster se convirtió en actriz y se unió al repertorio de la compañía teatral Wilson Barrett en Edimburgo antes de mudarse a Londres en 1950. Participó en el Arts Theatre Club en varias producciones y películas del West End antes de desarrollar una exitosa carrera como presentadora de televisión y reportera de noticias bajo el nombre de Jacqueline MacKenzie.
En 1957 participó en una gira de conferencias en América del Norte durante parte del año y estuvo en Savannah, Georgia, cuando tuvo su primer romance lésbico. A pesar de esto, se casó con el autor Peter Forster en 1958, pero el matrimonio terminó dos años después, cuando ella aceptó su verdadera orientación sexual. Se divorciaron en 1962 y ella se fue a vivir a Canadá.
De sus primeras experiencias lésbicas, dijo: "No me veía a mí misma como una lesbiana, ni como ella, porque no me veía como imaginaba que ellas eran, ni tampoco ella. No teníamos pelo corto, ni usábamos trajes de hombre elegantes [natty gents suiting]. La típica imagen de El pozo de la soledad, como todas creíamos. Había farmacias por todo Estados Unidos, con estos libros de pasta baratos, historias escabrosas sobre lesbianas que fumaban puros y tenían orgías con chicas jóvenes. Pensé, ¿dónde están estas mujeres? Nunca conocimos a nadie que supiéramos que era lesbiana. No encontré ningún otro libro sobre lesbianas, ni vimos películas: nada en absoluto."
En 1964, Forster regresó a Gran Bretaña para trabajar para Border Television; y luego se mudó con una amiga y sus hijos a Londres.

## Activismo
En los años 60 Forster se unió al Minorities Research Group y escribió para su revista Arena Three.  también promocionaría regularmente la revista en el club Gateways.
Más tarde, salió del armario públicamente en 1969 al unirse a la Campaña por la Igualdad Homosexual (CHE) y formó parte de su Comité Ejecutivo. Participó en la primera marcha del Orgullo Gay en el Reino Unido, en agosto de 1971.
En 1972, Forster fue una de las fundadores de Sappho, grupo social y una de las publicaciones lésbicas más antiguas del Reino Unido (la revista Sappho se publicó entre 1972 y 1981, aunque el grupo continuó reuniéndose regularmente durante muchos años más). Las miembros del grupo Sappho solían reunirse en el pub Chepstow en Notting Hill y tenían oradoras como Maureen Duffy y Anna Raeburn.
Después de Sappho, Forster se convirtió en miembro del Comité de Mujeres del Greater London Council's.
Desde 1992 hasta su muerte en 1998, Forster fue miembro activo del Comité de gestión del Centro de información y archivo de lesbianas (ahora parte de la Biblioteca femenina de Glasgow). En 1997, un equipo de filmación de la BBC grabó un programa sobre su vida que sería parte de la serie The Day That Changed My Life. Su trabajo ha tenido un gran impacto en la configuración del archivo.

## Televisión y apariciones en cine
- Caesar's Wife, 1951, función suplente televisiva.[10]
- Eres joven solo dos veces, 1952, película, función suplente como Nellie.[11][12]
- Love and Mr. Lewisham, 1953, función suplente televisiva.
- La boda de Lili Marlene, 1953, película, función suplente como acomodadora de teatro.[13]
- Cargo serio, 1953, teatro de repertorio, función suplente.
- La jarra rota, 1953, función suplente televisiva como Grete.[14]
- Gilbert Harding se entera, 1954, como reportera televisiva directamente a cámara.
- Lilas en la primavera, 1954, película, función suplente.
- El Dique Busters, 1955, película, función suplente cuando camarera de cantina.
- No Puedes huir, 1955, función suplente televisiva como Señora Baggerley.[15][16]
- La boda en Mónaco de Grace Kelly con el príncipe Rainiero, 1956, como reportera televisiva directamente a cámara. Ganó un Prix D'Italia.
- Pantomania o Dick Wittington, 1956, comedia televisiva, función suplente.[17][18]
- Esta noche, como reportera televisiva directamente a cámara.
- Hotfoot and Highlight, como reportera televisiva directamente a cámara.
- Panorama, como reportera televisiva directamente a cámara.
- Late Night Extra, como reportera televisiva directamente a cámara.
- Problema para dos, 1958, función suplente televisiva en una sitcom.[19]
- Descubriendo América, 1958–1960, como reportera televisiva directamente a cámara.
- Jacqueline Mackenzie en Estados Unidos, como reportera televisiva directamente a cámara.
- Habla por ti mismo, 1974 como coguionista televisiva.
- Gays: Speaking Up, 1978 como entrevistada.[20]
- Nosotros Recluta, 1995, aparición en un documental televisivo del Canal 4 sobre las Lesbian Avengers.[21]
- De tacones altos a zapatos sensatos, 1997, colaboradora de la serie televisiva de la BBC El día que cambió mi vida.[22]